# Francisco de Faro, conde do Vimieiro
Francisco de Faro (c. 1551 — Lisboa, c. 1617), Senhor do Vimieiro, recebeu em 1614 o título vitalício de Conde do Vimieiro, dado por Filipe II de Portugal  (III de Espanha),  durante a União Ibérica.

## Biografia
Foi filho de Francisco de Faro (circa 1510-1580), Senhor do Vimieiro,  com a sua segunda esposa Guiomar de Castro e da Cunha.
Com efeito seu pai teve 3 esposas:
a) casou c. 1539 com Mência Henriques de Albuquerque, Senhora de Barbacena, (morta em 1546);
b) casou c. 1550 com Guiomar de Castro e da Cunha (morta c. 1559), mãe deste filho homónimo;
c) casou em terceiras núpcias com Maria de Mendoza e Corte-Real.
Francisco de Faro (o filho que veio a ser conde) casou-se em 1584 com Mariana de Sousa Guerra, neta de Martim Afonso de Sousa, a qual viria a herdar a Capitania de São Vicente, por morte de seu irmão Lopo de Sousa em 1610.

### Filhos
- 1.º Fernando de Faro (1586-1641, Madrid), Senhor de Vimieiro; casado c. 1636 com Teresa Manrique de Mendoza (c. 1615-1657) Duquesa de Naxera.

- 2.º Sancho de Faro (c. 1590-1644, Flandres), Senhor de Alcoentre e Tagarro, casado c. 1632 com Isabela de Luna (morta depois de 1646), os quais foram pais de:

a) Diogo de Faro e Sousa (Flandres 1633-1698 Lisboa). Senhor do Vimieiro, casado em 1658 com Francisca de Menezes de Noronha (morta em 1668);
b) Mariana de Faro e Sousa casada com Luís Carneiro de Sousa, primeiro Conde da Ilha do Príncipe.